# John Obi Mikel
John Michael Nchekwube Obinna, thường được biết đến với tên gọi John Obi Mikel (sinh ngày 22 tháng 4 năm 1987), là một cựu cầu thủ bóng đá chuyên nghiệp người Nigeria từng thi đấu ở vị trí tiền vệ phòng ngự.

## Tiểu sử
Cha của Obi Mikel là Michael Nchekube Obinna John, một cựu công chức. Mikel được chơi bóng đá chuyên nghiệp cho Plateau Uited ở tuổi 15 và năm 2003, anh đóng vai chính tại Giải vô địch Thanh niên Thế giới FIFA tổ chức ở Phần Lan. Nigeria đã vào đến bán kết và chỉ chịu thua Argentina 1-2 trong trận chung kết. Tuy nhiên, tên tuổi của Obi Mikel đã được nhiều người biết đến từ đó.

## Thành tích
Quả bóng bạc Giải vô địch bóng đá U-20 thế giới 2005, sau Lionel Messi

## Vụ chuyển nhượng sang Chelsea
Vào 29 tháng 4 năm 2005, vài ngày sau Mikel đến tuổi 18, Manchester United đã tuyên bố có anh sau khi đạt được thỏa thuận với Lyn Olso. Tuy nhiên, cuối cùng, John Obi Mikel lại trở thành cầu thủ của Chelsea sau những vụ tranh cãi và kiện tụng của cả hai câu lạc bộ, cuối cùng FIFA đã phán quyết Obi Mikel được phép chọn lựa câu lạc bộ cho mình và cuối cùng Mikel đã lựa chọn việc thi đấu cho Chelsea.

## Sự nghiệp tại Chelsea
John Obi Mikel chính thức khoác áo Chelsea vào mùa bóng 2006/2007 với số áo 12.
Mùa giải 2008/2009, khi Michael Essien chấn thương, anh được HLV cho đá chính thức ở vị trí tiền vệ phòng ngự của Essien.

## Thống kê sự nghiệp

### Câu lạc bộ
Tính đến ngày 9 tháng 4 năm 2019.
| Câu lạc bộ          | Mùa giải            | Giải đấu             | Giải đấu | Giải đấu | FA Cup | FA Cup | Cúp liên đoàn | Cúp liên đoàn | Châu Âu | Châu Âu | Khác | Khác | Tổng cộng | Tổng cộng |
| Câu lạc bộ          | Mùa giải            | Hạng                 | Trận     | Bàn      | Trận   | Bàn    | Trận          | Bàn           | Trận    | Bàn     | Trận | Bàn  | Trận      | Bàn       |
| ------------------- | ------------------- | -------------------- | -------- | -------- | ------ | ------ | ------------- | ------------- | ------- | ------- | ---- | ---- | --------- | --------- |
| Lyn                 | 2004                | Tippeligaen          | 4        | 0        | 0      | 0      | –             | –             | –       | –       | –    | –    | 4         | 0         |
| Lyn                 | 2005                | Tippeligaen          | 2        | 1        | 0      | 0      | –             | –             | –       | –       | –    | –    | 2         | 1         |
| Lyn                 | Tổng cộng           | Tổng cộng            | 6        | 1        | 0      | 0      | –             | –             | –       | –       | –    | –    | 6         | 1         |
| Chelsea             | 2006–07             | Premier League       | 22       | 0        | 6      | 2      | 4             | 0             | 9       | 0       | 1    | 0    | 42        | 2         |
| Chelsea             | 2007–08             | Premier League       | 29       | 0        | 2      | 0      | 3             | 0             | 4       | 0       | 1    | 0    | 39        | 0         |
| Chelsea             | 2008–09             | Premier League       | 34       | 0        | 5      | 0      | 1             | 0             | 9       | 0       | –    | –    | 49        | 0         |
| Chelsea             | 2009–10             | Premier League       | 25       | 0        | 3      | 0      | 2             | 0             | 4       | 0       | 1    | 0    | 35        | 0         |
| Chelsea             | 2010–11             | Premier League       | 28       | 0        | 2      | 0      | 0             | 0             | 6       | 0       | 1    | 0    | 37        | 0         |
| Chelsea             | 2011–12             | Premier League       | 22       | 0        | 5      | 0      | 1             | 0             | 9       | 0       | –    | –    | 37        | 0         |
| Chelsea             | 2012–13             | Premier League       | 22       | 0        | 3      | 0      | 1             | 0             | 9       | 0       | 3    | 0    | 38        | 0         |
| Chelsea             | 2013–14             | Premier League       | 24       | 1        | 2      | 1      | 2             | 0             | 7       | 0       | 1    | 0    | 36        | 2         |
| Chelsea             | 2014–15             | Premier League       | 18       | 0        | 2      | 0      | 4             | 0             | 2       | 1       | –    | –    | 26        | 1         |
| Chelsea             | 2015–16             | Premier League       | 25       | 0        | 1      | 0      | 2             | 0             | 3       | 1       | –    | –    | 31        | 1         |
| Chelsea             | 2016–17             | Premier League       | 0        | 0        | 0      | 0      | 0             | 0             | –       | –       | –    | –    | 0         | 0         |
| Chelsea             | Tổng cộng           | Tổng cộng            | 249      | 1        | 31     | 3      | 20            | 0             | 62      | 2       | 8    | 0    | 374       | 6         |
| Thiên Tân Thái Đạt  | 2017                | Chinese Super League | 13       | 1        | 0      | 0      | –             | –             | –       | –       | –    | –    | 13        | 1         |
| Thiên Tân Thái Đạt  | 2018                | Chinese Super League | 18       | 2        | 0      | 0      | –             | –             | –       | –       | –    | –    | 18        | 2         |
| Thiên Tân Thái Đạt  | Tổng cộng           | Tổng cộng            | 31       | 3        | 0      | 0      | 0             | 0             | 0       | 0       | 0    | 0    | 31        | 3         |
| Middlesbrough       | 2018–19             | Championship         | 9        | 0        | 1      | 0      | –             | –             | –       | –       | –    | –    | 10        | 0         |
| Middlesbrough       | Tổng cộng           | Tổng cộng            | 13       | 0        | 1      | 0      | 0             | 0             | 0       | 0       | 0    | 0    | 14        | 0         |
| Tổng cộng sự nghiệp | Tổng cộng sự nghiệp | Tổng cộng sự nghiệp  | 299      | 5        | 32     | 3      | 20            | 0             | 62      | 2       | 8    | 0    | 421       | 10        |

### Đội tuyển quốc gia
Tính đến ngày 17 tháng 11 năm 2019.
| Nigeria   | Nigeria | Nigeria |
| Năm       | Trận    | Bàn     |
| --------- | ------- | ------- |
| 2006      | 5       | 1       |
| 2007      | 4       | 0       |
| 2008      | 8       | 1       |
| 2009      | 5       | 0       |
| 2010      | 7       | 0       |
| 2011      | 8       | 0       |
| 2012      | 2       | 1       |
| 2013      | 16      | 1       |
| 2014      | 9       | 0       |
| 2015      | 18      | 0       |
| 2016      | 5       | 1       |
| 2017      | 4       | 1       |
| 2018      | 5       | 0       |
| 2019      | 4       | 0       |
| Tổng cộng | 91      | 6       |

### Bàn thắng cho đội tuyển quốc gia
| # | Ngày                 | Địa điểm                                            | Đối thủ  | Bàn thắng | Kết quả | Giải đấu                 |
| - | -------------------- | --------------------------------------------------- | -------- | --------- | ------- | ------------------------ |
| 1 | 27 tháng 1 năm 2006  | Sân vận động Port Said, Port Said, Ai Cập           | Zimbabwe | 2–0       | 2–0     | CAN 2006                 |
| 2 | 29 tháng 1 năm 2008  | Sân vận động Sekondi, Sekondi-Takoradi, Ghana       | Bénin    | 1–0       | 2–0     | CAN 2008                 |
| 3 | 13 tháng 10 năm 2012 | Sân vận động U. J. Esuene, Calabar, Nigeria         | Liberia  | 4–0       | 6–1     | Vòng loại CAN 2013       |
| 4 | 20 tháng 6 năm 2013  | Arena Fonte Nova, Salvador, Brasil                  | Uruguay  | 1–1       | 1–2     | Confed Cup 2013          |
| 5 | 12 tháng 11 năm 2015 | Sân vận động quốc tế Godswill Akpabio, Uyo, Nigeria | Algérie  | 2–0       | 3–1     | Vòng loại World Cup 2018 |
| 6 | 1 tháng 9 năm 2017   | Sân vận động quốc tế Godswill Akpabio, Uyo, Nigeria | Cameroon | 2–0       | 4–0     | Vòng loại World Cup 2018 |

## Danh hiệu
Chelsea
- Premier League: 2009–10, 2014–15[4]
- FA Cup: 2006–07, 2008–09, 2009–10, 2011–12
- Football League Cup: 2006–07, 2014–15
- FA Community Shield: 2009
- UEFA Champions League: 2011–12
- UEFA Europa League: 2012–13

Nigeria
- Africa Cup of Nations: 2013; hạng ba: 2006, 2010, 2019

Nigeria Olympic
- Summer Olympics huy chương đồng: 2016